# Recoleta (Chili)
Pour les articles homonymes, voir Recoleta.
Recoleta est une commune du Chili située dans la province et la région métropolitaine de Santiago.

## Géographie

### Situation

Localisation de Recoleta (en rouge) au sein de l'agglomération de Santiago.

La commune s'étend sur 16,2 km2 entre l'autoroute Vespucio au nord et le cours du Mapocho au sud, qui marque la limite avec Santiago. Son territoire est presque entièrement urbanisé à l'exception d'une frange qui se déploie à l'est sur le parc métropolitain de Santiago et culmine à la colline San Cristóbal d'une altitude de 860 m.

## Histoire
La commune est créée en 1981 mais reste administrée par les municipalités de Conchalí et Santiago jusqu'au 1er janvier 1992, quand Recoleta devient une municipalité de plein exercice.

## Population et société

### Démographie
En 2017, la population s'élevait à 157 851 habitants.

## Politique et administration
La commune est dirigée par un maire et huit conseillers élus pour un mandat de quatre ans. Les dernières élections ont eu lieu les 26 et 27 octobre 2024.
| Période          | Période         | Identité                  | Étiquette | Qualité |
| ---------------- | --------------- | ------------------------- | --------- | ------- |
| 1er janvier 1992 | 6 décembre 2000 | Ernesto Moreno Beauchemin | PDC       |         |
| 6 décembre 2000  | 6 décembre 2008 | Gonzalo Cornejo Chávez    | UDI       |         |
| 6 décembre 2008  | 6 décembre 2012 | Sol Letelier González     | UDI       |         |
| 6 décembre 2012  | 3 juin 2024     | Daniel Jadue              | PCC       |         |
| 3 juin 2024      | 26 juillet 2024 | Gianinna Repetti Lara     | PCC       | intérim |
| 26 juillet 2024  | en fonction     | Fares Jadue               | PCC       |         |

## Transports
La commune est desservie par sept stations de la ligne 2 du métro de Santiago, entre Vespucio Norte et Patronato, ainsi que par le réseau d'autobus Red de l'agglomération de Santiago.